# CAF Cup 1999
Der CAF Cup 1999 war die 8. Spielzeit des drittwichtigsten afrikanischen Wettbewerbs für Vereinsmannschaften im Fußball unter dieser Bezeichnung. Die Saison begann mit der Vorrunde am 13. März 1999 und endete mit den Finalspielen im November 1999. Titelverteidiger war der tunesische Verein CS Sfax.
Sieger wurde Étoile Sportive du Sahel aus Tunesien, die sich im Finale nach einem Gesamtergebnis von 2:2 aufgrund der Auswärtstorregel gegen Wydad Casablanca durchsetzen konnten.

## Erste Runde
Die Hinspiele wurden vom 13. bis zum 16. März, die Rückspiele vom 26. bis zum 28. März 1999 ausgetragen.
|                          | Gesamt    |                            | Hinspiel | Rückspiel |
| ------------------------ | --------- | -------------------------- | -------- | --------- |
| USM Algier               | (a)4:4(a) | Horoya AC                  | 2:1      | 2:3       |
| al-Ahli SC               | 2:0       | Ethiopian Insurance FC     | 1:0      | 1:0       |
| Canon Yaoundé            | 2:0       | APR FC                     | 2:0      | 0:0       |
| Mumias Sugar             | 1:2       | Clube Ferroviário da Beira | 1:1      | 0:1       |
| al Zamalek SC            | 1 w/o 1   | Elite FC                   | —        | —         |
| La Tamponnaise           | 6:1       | ASF Fianarantsoa           | 5:1      | 1:0       |
| Great Olympics FC        | 3:4       | Étoile Filante Ouagadougou | 3:2      | 0:2       |
| AS Vita Club             | 8:0       | Deportivo Mongomo          | 7:0      | 1:0       |
| Wydad Casablanca         | 3:1       | Al-Ahly Bengasi            | 1:1      | 2:0       |
| ASC Diaraf               | 4:0       | Man FC                     | 1:0      | 3:0       |
| Kwara United FC          | 4:0       | Young Africans SC          | 1:0      | 3:0       |
| Saneamento Rangol        | 4:2       | Botswana Police XI SC      | 3:2      | 1:0       |
| Étoile Sportive du Sahel | 5:0       | JS Centre Salif Keita      | 3:0      | 2:0       |
| Medlaw Megbi             | 1:6       | Express FC                 | 1:0      | 0:6       |
| Nkana FC                 | 8:3       | Royal Leopards FC          | 2:2      | 6:1       |
| CS Sfax                  | 1 w/o 1   | Energie Sport FC           | —        | —         |

Anmerkungen

## Zweite Runde
Die Hinspiele wurden vom 1. bis zum 2. Mai, die Rückspiele vom 15. bis zum 16. Mai 1999 ausgetragen.
|                            | Gesamt  |                            | Hinspiel | Rückspiel |
| -------------------------- | ------- | -------------------------- | -------- | --------- |
| al-Ahli SC                 | 0:7     | USM Algier                 | 0:2      | 0:5       |
| Clube Ferroviário da Beira | 0:1     | Canon Yaoundé              | 0:0      | 0:1       |
| La Tamponnaise             | 0:3     | al Zamalek SC              | 0:0      | 0:3       |
| AS Vita Club               | 2:3     | Étoile Filante Ouagadougou | 1:1      | 1:2       |
| ASC Diaraf                 | 2:3     | Wydad Casablanca           | 1:1      | 1:2       |
| Saneamento Rangol          | 1 w/o 1 | Kwara United FC            | 1:1      | —         |
| Express FC                 | 2:4     | Étoile Sportive du Sahel   | 2:2      | 0:2       |
| CS Sfax                    | 4:1     | Nkana FC                   | 4:0      | 0:1       |

Anmerkungen

## Viertelfinale
Die Hinspiele wurden vom 4. bis zum 5. September, die Rückspiele vom 17. bis zum 19. September 1999 ausgetragen.
|                            | Gesamt    |                          | Hinspiel | Rückspiel |
| -------------------------- | --------- | ------------------------ | -------- | --------- |
| CS Sfax                    | 4:5       | Étoile Sportive du Sahel | 1:2      | 3:3       |
| Kwara United FC            | 2:5       | al Zamalek SC            | 2:1      | 0:4       |
| Étoile Filante Ouagadougou | 1:2       | Canon Yaoundé            | 1:1      | 0:1       |
| Wydad Casablanca           | (a)2:2(a) | USM Algier               | 1:0      | 1:2       |

## Halbfinale
Die Hinspiele wurden am 10. Oktober, die Rückspiele am 24. Oktober 1999 ausgetragen.
|                          | Gesamt          |                  | Hinspiel | Rückspiel |
| ------------------------ | --------------- | ---------------- | -------- | --------- |
| Étoile Sportive du Sahel | (a)3:3(a)       | al Zamalek SC    | 2:0      | 1:3       |
| Canon Yaoundé            | 2:2 (5:6 i. E.) | Wydad Casablanca | 1:1      | 1:1       |

## Finale

### Hinspiel
| Étoile Sportive du Sahel                                | Étoile Sportive du Sahel | Wydad Casablanca | Wydad Casablanca |
| ------------------------------------------------------- | --- | --- | ---------------- |
| Étoile Sportive du Sahel                                | \| 13. November 1999 in Sousse (Stade Olympique de Sousse) \| \| Ergebnis: 1:0 (1:0) \| \| Schiedsrichter: Karim Dahou ( Algerien) \| | \| 13. November 1999 in Sousse (Stade Olympique de Sousse) \| \| Ergebnis: 1:0 (1:0) \| \| Schiedsrichter: Karim Dahou ( Algerien) \| | Wydad Casablanca |
| Étoile Sportive du Sahel                                | 1:0 Sabri (25.) | | Wydad Casablanca |
| 13. November 1999 in Sousse (Stade Olympique de Sousse) | | |                  |
| Ergebnis: 1:0 (1:0)                                     | | |                  |
| Schiedsrichter: Karim Dahou ( Algerien)                 | | |                  |

### Rückspiel
| Wydad Casablanca                                   | Wydad Casablanca                                                                   | Étoile Sportive du Sahel                                                           | Étoile Sportive du Sahel |
| -------------------------------------------------- | ---------------------------------------------------------------------------------- | ---------------------------------------------------------------------------------- | ------------------------ |
| Wydad Casablanca                                   | \| 28. November 1999 in Casablanca (Stade Mohammed V) \| \| Ergebnis: 2:1 (0:1) \| | \| 28. November 1999 in Casablanca (Stade Mohammed V) \| \| Ergebnis: 2:1 (0:1) \| | Étoile Sportive du Sahel |
| Wydad Casablanca                                   | 1:1 Marhoubi (53.) 2:1 Lakhouil (86.)                                              | 0:1 Ghodbane (27.)                                                                 | Étoile Sportive du Sahel |
| 28. November 1999 in Casablanca (Stade Mohammed V) |                                                                                    |                                                                                    |                          |
| Ergebnis: 2:1 (0:1)                                |                                                                                    |                                                                                    |                          |